# Xã Wilton, Quận Muscatine, Iowa
Xã Wilton (tiếng Anh: Wilton Township) là một xã thuộc quận Muscatine, tiểu bang Iowa, Hoa Kỳ. Năm 2010, dân số của xã này là 3.207 người.